# دانشگاه ایالتی کالیفرنیا در دومینگز هیلز
دانشگاه ایالتی کالیفرنیا در دومینگوئزهیلز (به انگلیسی: California State University, Dominguez Hills) یک دانشگاه عمومی است که در محله «کارسن» در شهر «لس آنجلس» قرار دارد. دانشگاه در سال ۱۹۶۰ تأسیس شده‌است.